# Ramon Usall Santa
Ramon Usall Santa (Barcelona, 3 de diciembre de 1977) es un profesor, escritor y político español. Es licenciado en Sociología por la Universidad Autónoma de Barcelona y doctor en historia por la Universidad de Lérida gracias a la tesis doctoral Kosova. Génesis y evolución del movimiento nacional albanés, de la autonomía yugoslava a la sido kosovar independiente.
Es miembro de la Candidatura de Unidad Popular. Es leridano aunque nació circunstancialmente en Barcelona.

## Actividad literaria
Es autor de las siguientes obras literarias que le han valido la obtención de diferentes premios:
- Argelia vivirá! Francia y la guerra para la independencia argelina (Publicaciones de la Universidad de Valencia, 2004), una obra, surgida de su tesina, que analiza la lucha por la independencia de Argelia.[3]

- Un mundo en azul y grana. El Barça de Eric Castel (Pagès Editores, 2004), galardonada con el premio Rovelló de ensayo sobre literatura infantil y juvenil concedido por el Ayuntamiento de Mollerusa.[4] Una obra que revisa, con ojos de adulto, el personaje de cómic Eric Castel.

- La tempestuosa mar azul. Una aproximación a los conflictos de la Mediterránea (Onada Ediciones, 2006), una obra que analiza los conflictos existentes en las diferentes orillas de la Mediterránea y que fue galardonada con el premio de ensayo Abu Bakr concedido por el Ayuntamiento de Tortosa en 2006.[5]

- Todos los caminos llevan a Rumanía. Un caso del detective Rafel Rovira (Pagès Editores, 2007), una novela negra, protagonizada por un detective leridano, que recibió el premio de novela Manuel Cerqueda concedido durante la Noche Literaria Andorrana de 2007.[6]

- Fútbol por la libertad (Pagès Editores, 2011), obra que reflexiona sobre el papel que el fútbol ha jugado en la lucha por la libertad a lo largo de la historia y que fue galardonada con el premio de ensayo Josep Vallverdú de 2010.[7]

- Futbolítica: Historias de clubes políticamente singulares (Ara Libros, 2017), un análisis de las relaciones entre el fútbol y la política centrada en unos sesenta clubes significativos.[8]

Al margen de sus publicaciones en solitario, también es autor de diferentes capítulos de libros, editor de varias publicaciones así como colaborador de diferentes medios de comunicación como la revista Sàpiens, o los diarios Avui, La Mañana, o L'Esportiu, donde publica periódicamente artículos de carácter histórico que analizan el deporte, y el fútbol en particular, desde una perspectiva social y política.
El detective de su creación, Rafel Rovira, ha protagonizado también varias narraciones cortas publicadas en la revista satírica leridana La Quera, o en forma de capítulos de libros colectivos, como es el caso de la compilación de narraciones negras de los Países Catalanes Crims.cat (Al Revés, 2010), o de Lérida. Crónicas de la transformación de una ciudad (Pagès Editores, 2012). Un proyecto de novela, bajo el título de Sesenta y ocho, protagonizado por su detective le valió la concesión del Premio Lérida de narrativa en 2010.

## Actividad política
Militante de diferentes organizaciones de la izquierda independentista desde su época de estudiante de secundaria, fue miembro, durante su etapa de estudiante universitario en la Universidad Autónoma de Barcelona, del sindicato estudiantil Alternativa Estel.
El 2006 se integró a la Candidatura de Unidad Popular, donde encabezó la lista a la Paería de Lérida en las elecciones municipales de 2007, sin obtener, no obstante, representación en el consistorio. También formó parte de las listas electorales de la CUP en la Paería de Lérida, en las elecciones municipales de 2011, y de la CUP-AE al Parlamento de Cataluña, en la contienda electoral de 2012. En las elecciones al Parlamento de Cataluña de 2015 encabezó la Candidatura de Unidad Popular-Llamada Constituyente en la circunscripción de Lérida después de presentarse como candidato a las primarias del partido. Fue elegido diputado en el Parlamento, si bien en diciembre de 2015 anunció que en enero de 2016 renunciaría al acta de diputado por cuestiones personales, siendo sustituido por Mireia Boya. Renunció el acto de diputado el 11 de enero de 2016.